# 大分県道612号長目中ノ島線
大分県道612号長目中ノ島線（おおいたけんどう612ごう ながめなかのしません）は、大分県津久見市を通る一般県道である。

## 概要
津久見市大字長目と大字中ノ島を結ぶ。
四浦半島の先に浮かぶ保戸島を通る唯一の県道である。一部区間は未整備で、開通部分の全長は256 m。幅は1.2 m - 1.8 mで、自動車の通行は事実上困難であり、日本一狭い県道ともされる。2014年頃に、市道と区別するためにこの道路の両端の路面に県道の表示を行ったが、この道路が県道とは知らず、山側にある人通りの多い道路を県道と思っていた島民もいて、話題になったという。
この道路ができた経緯については、管轄する大分県臼杵土木事務所も津久見市役所も不明としており、臼杵土木事務所はおそらく自治体等が整備したものが県に移管されたのではないかと推測している。
起点の長目は、長目半島の先端部南側の大字。また、終点の中ノ島は、かつて保戸島と四浦半島の間にあった小島であるが、1955年から1967年にかけて埋め立てられ、保戸島と地続きになっている。
保戸島と四浦半島との間の距離は約100 mであり、四浦半島の先端までは大分県道611号四浦日代線が通じている。2010年（平成22年）9月に策定された『津久見市都市計画マスタープラン』では、四浦日代線と保戸島とを結ぶ架橋構想について、基盤整備推進のために関係機関に働きかけることが挙げられている。

### 路線データ
- 起点：大分県津久見市大字長目[2]
- 終点：大分県津久見市大字中ノ島[2]
- 全長：256 m（開通部分）[4]

## 地理

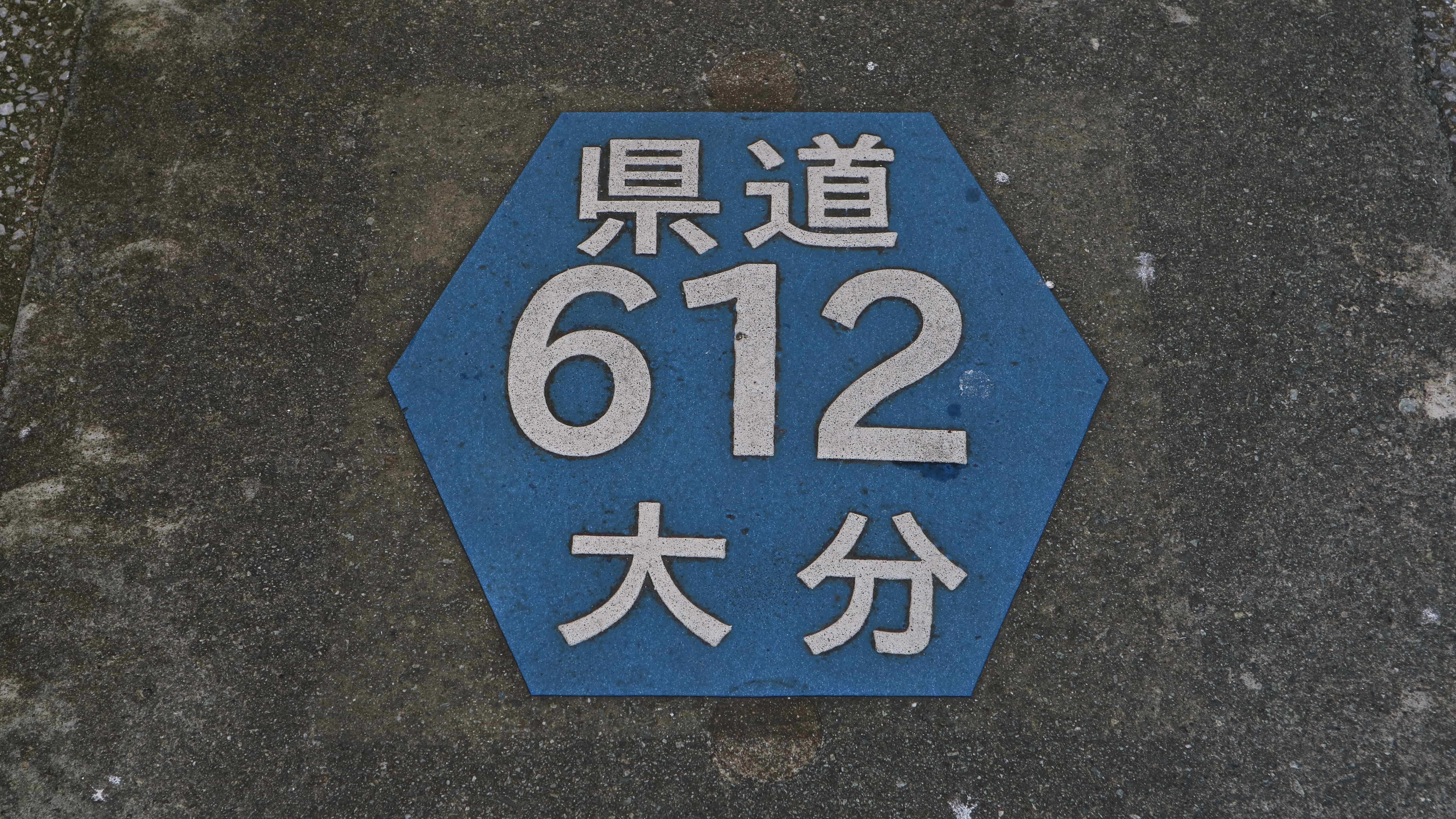
大分県道612

### 通過する自治体
- 津久見市

### 沿線
- 保戸島港定期船乗場